# Panarthropoda
Die Panarthropoda sind ein weithin akzeptiertes Taxon, das 1995 von Claus Nielsen aufgestellt wurde und die Stämme der Gliederfüßer (Arthropoda), Stummelfüßer (Onychophora) und Bärtierchen (Tardigrada) umfasst sowie die Zungenwürmer (Pentastomida), sofern diese als eigener Stamm angesehen werden. Die Panarthropoda werden in den Überstamm der Häutungstiere (Ecdysozoa) eingeordnet.

## Benennung
Obwohl das Taxon in seiner Zusammensetzung weithin akzeptiert ist, ist die Benennung nicht einheitlich. Der erste vorgeschlagene Name für ein Taxon aus Gliederfüßern, Bärtierchen und Stummelfüßern war Gnathopoda Lankester, 1877; dieser Name ist aber nicht sehr verbreitet. Einige Autoren verwenden den Namen Arthropoda für diese Gruppe, die „eigentlichen“ Arthropoden oder Gliederfüßer werden dann zur Unterscheidung Euarthropoda genannt (ebenfalls von Lankester eingeführt, der alte Name Condylopoda Bronn, 1850 ist weitgehend vergessen). Das Namenswirrwarr wird noch größer, wenn auch ausgestorbene, nur fossil erhaltene Gruppen wie die Lobopoden in die Betrachtung mit einbezogen werden. Einige Bearbeiter unterscheiden dann, innerhalb der Panarthropoda, noch Stammgruppen- und Kronengruppen-Euarthropoden, manchmal noch in „höhere“ und „niedere“ untergliedert, wobei die Umschreibung dieser Gruppen jeweils unterschiedlich sein kann. Umstritten ist etwa die Stellung der (ausgestorbenen) Anomalocarida.

## Merkmale
Gegenüber anderen Häutungstieren zeichnen sich die Panarthropoda durch folgende Gemeinsamkeiten aus:
- Besitz von Beinen mit krallenbesetztem Fuß
- Besitz eines Bauchmarks
- Segmentierung des Körpers

## Innere Systematik
Die Verwandtschaftsverhältnisse innerhalb der Panarthropoda sind zurzeit noch umstritten. Früher hielt man zumeist die Stummelfüßer und Bärtierchen für nahe Verwandte und vergab für diese Gruppennamen wie Proarthropoda („vor den Arthropoden entstehend“, Lankester 1904) oder Pararthropoda („neben den Arthropoden entstehend“, Vandel 1949). Für diese Zusammenführung sprach unter anderem der ähnliche Bau der Beine, die als Oncopodien ausgebildet sind (daher auch manchmal der Gruppenname Oncopoda, Weber 1954). Häufig werden aber auch die Bärtierchen mit den Gliederfüßern zusammengefasst, da es Bärtierchen mit untergliederten Beinen gibt (vorgeschlagen wurde hier der Gruppenname Tactopoda, aber auch Tritocerebra, letzterer bezieht sich auf Ähnlichkeiten im Aufbau des Gehirns). Molekularsystematische Untersuchungen haben in dieser Frage nicht zur Entscheidung beitragen können, da die Bärtierchen je nach Untersuchungsmethode sehr unterschiedlich eingeordnet werden und manchmal sogar ganz aus den Panarthropoda herausfallen (z. B. Dunn et al. 2008).

## Untertaxa
- Bärtierchen (Tardigrada)
- Stummelfüßer (Onychophora)
- Lobopoden (Lobopodia) †
- Gliederfüßer (Arthropoda)
- Zungenwürmer (Pentastomida) – werden in vielen Systematiken als eigener Stamm angesehen,[1] heute allerdings meist in die Krebstiere (Crustacea) und damit in die Gliederfüßer gestellt.